# Гонта Любов Олександрівна
Любов Олександрівна Гонта (нар. 4 червня 1949, село Сунки, тепер Смілянського району Черкаської області) — українська радянська діячка, електроізолювальниця Смілянського електромеханічного ремонтного заводу Черкаської області. Депутат Верховної Ради УРСР 9-го скликання.

## Біографія
Освіта середня спеціальна.
З 1966 р. — електроізолювальниця Смілянського електромеханічного ремонтного заводу Черкаської області.
Потім — на пенсії у місті Смілі Черкаської області.

## Нагороди
- ордени
- медалі